# Ungernia ferganica
Ungernia ferganica är en amaryllisväxtart som beskrevs av Aleksei Ivanovich Vvedensky och Artjush. Ungernia ferganica ingår i släktet Ungernia och familjen amaryllisväxter. Inga underarter finns listade i Catalogue of Life.